# Йоаникій Зейкан
Йоаникій Зейкан (нар. ? с. Імстичово — пом. 8 листопада 1686) — єпископ Мукачівської єпархії.

## Життєпис
Народився в с. Імстичово, зараз Іршавського району на Закарпатті, у сім'ї Імстичівського священика Андрія Зейкана. Був одружений, мав сина.
1651 або 1652 року у м. Ясси (Молдова) за сприяння семигородської княгині Лоранфі, вдови князя Юрія I Ракоці висвячується на єпископа для православних вірників Мукачівської єпархії. У дарчій грамоті 1654 року він згадується саме як єпископ. На час освячення у єпископи уже був вдівцем.
Перебував як єпископ у Свято-Миколаївському монастирі м. Мукачева. Через політичну ситуацію правив з перервами близько 30 років.
За окремими відомостями, з 1666 р. по 1670 р. є греко-католицьким єпископом Мукачівської єпархії. У ті часи багато священиків, як власне й окремі єпископи, були то православними, то греко-католиками, або об'єднаними. Сама Ужгородська унія у 1646 році була підписана між католиками й православними, щоб уникнути реформації. Тобто православна церква Закарпаття перейшла під опіку католицької з правом збереження православного обряду та певних власних прав.